# Florence (Arizona)
Pour les articles homonymes, voir Florence (homonymie).
Elle ne doit pas confondue avec la ville de Florence (Colorado) qui possède aussi des établissements pénitentiaires.
La ville de Florence est le siège du comté de Pinal, dans l'Arizona, aux États-Unis. 
Lors du recensement de 2010, elle comptait 25 536 habitants dont les deux tiers sont des détenus.
Florence accueille sur son territoire deux des neuf prisons que compte le comté : la prison d'État d'Arizona et le Arizona State Prison Complex.

## Démographie
| 1880 | 1890  | 1910 | 1920  | 1930  | 1940  |
| ---- | ----- | ---- | ----- | ----- | ----- |
| 902  | 1 486 | 807  | 1 161 | 1 318 | 1 383 |

| 1950  | 1960  | 1970  | 1980  | 1990  | 2000   |
| ----- | ----- | ----- | ----- | ----- | ------ |
| 1 776 | 2 143 | 2 173 | 3 391 | 7 510 | 17 054 |

| 2010   | - | - | - | - | - |
| ------ | - | - | - | - | - |
| 25 536 | - | - | - | - | - |

## Source
- (en) Cet article est partiellement ou en totalité issu de l’article de Wikipédia en anglais intitulé « Florence, Arizona » (voir la liste des auteurs).

1. ↑  Yves Eudes, « En Arizona, l'autre vallée de la mort », Le Monde du 12 avril 2008, p. 14
2. ↑  « Statistiques des États-Unis - Arizona - Profils des comtés de 2010 » (consulté en novembre 2020)